# Funció gamma multivariada
En matemàtiques, la funció gamma multivariada Γp és una generalització de la funció gamma. És útil en estadística multivariant, que apareixen en la funció de densitat de probabilitat de les distribucions de Wishart i de Wishart inversa, i la distribució matriu variada beta.
Té dues definicions equivalents. Una es dona com la següent integral sobre les matrius definides positives reals {\displaystyle p\times p}:
{\displaystyle \Gamma _{p}(a)=\int _{S>0}\exp \left(-{\rm {tr}}(S)\right)\left|S\right|^{a-(p+1)/2}dS,}on S>0 significa que S és una matriu definida positiva.
(vegeu que {\displaystyle \Gamma _{1}\left(a\right)}es redueix a la funció gamma ordinària).
L'altre, més útil per obtenir un resultat numèric és:
{\displaystyle \Gamma _{p}(a)=\pi ^{p(p-1)/4}\prod _{j=1}^{p}\Gamma \left[a+(1-j)/2\right].}
A partir d'això, tenim les relacions recursives:
{\displaystyle \Gamma _{p}(a)=\pi ^{(p-1)/2}\Gamma (a)\Gamma _{p-1}(a-{\tfrac {1}{2}})=\pi ^{(p-1)/2}\Gamma _{p-1}(a)\Gamma [a+(1-p)/2].}
Així
- {\displaystyle \Gamma _{1}(a)=\Gamma (a)}
- {\displaystyle \Gamma _{2}(a)=\pi ^{1/2}\Gamma (a)\Gamma (a-1/2)}
- {\displaystyle \Gamma _{3}(a)=\pi ^{3/2}\Gamma (a)\Gamma (a-1/2)\Gamma (a-1)}

etc...

## Derivades
Podem definir la funció digamma multivariada com
{\displaystyle \psi _{p}(a)={\frac {\partial \log \Gamma _{p}(a)}{\partial a}}=\sum _{i=1}^{p}\psi (a+(1-i)/2),}
i la funció poligamma general com a
{\displaystyle \psi _{p}^{(n)}(a)={\frac {\partial ^{n}\log \Gamma _{p}(a)}{\partial a^{n}}}=\sum _{i=1}^{p}\psi ^{(n)}(a+(1-i)/2).}

### Passos de càlcul
- A partir de

{\displaystyle \Gamma _{p}(a)=\pi ^{p(p-1)/4}\prod _{j=1}^{p}\Gamma \left(a+{\frac {1-j}{2}}\right),}
s'obté 
{\displaystyle {\frac {\partial \Gamma _{p}(a)}{\partial a}}=\pi ^{p(p-1)/4}\sum _{i=1}^{p}{\frac {\partial \Gamma \left(a+{\frac {1-i}{2}}\right)}{\partial a}}\prod _{j=1,j\neq i}^{p}\Gamma \left(a+{\frac {1-j}{2}}\right).}
- Per definició de la funció digamma, ψ,

{\displaystyle {\frac {\partial \Gamma (a+(1-i)/2)}{\partial a}}=\psi (a+(i-1)/2)\Gamma (a+(i-1)/2)}
s'obté
{\displaystyle {\begin{aligned}{\frac {\partial \Gamma _{p}(a)}{\partial a}}&=\pi ^{p(p-1)/4}\prod _{j=1}^{p}\Gamma (a+(1-j)/2)\sum _{i=1}^{p}\psi (a+(1-i)/2)\\[4pt]&=\Gamma _{p}(a)\sum _{i=1}^{p}\psi (a+(1-i)/2).\end{aligned}}}